# شارود فورد
شارود فورد (بالإنجليزية: Sharrod Ford)‏ مواليد 9 سبتمبر 1982 في واشنطن العاصمة، هو لاعب كرة سلة أمريكي. بدأ مسيرته الاحترافية في سنة 2005. يحمل الرقم 3. يبلغ طوله 6 قدم 9 بوصة (2.1 م).

## المسيرة الاحترافية
لعب مع فينيكس صنز في سنة 2005، ثم لعب مع ألبا برلين في الدوري الألماني في موسم 2006–2007، ثم لعب مع سوتور باسكت مونتيجرانارو في موسم 2007–2008، ثم لعب مع فيرتوس بالاكانسترو بولونيا في موسم 2008–2009، ثم لعب مع فيرارا في الدوري الإيطالي في سنة 2010، ثم لعب مع سوتور باسكت مونتيجرانارو في موسم 2010–2011، ثم لعب مع بروس باسكتس في الدوري الألماني من سنة 2012 إلى 2014.

## روابط خارجية
- شارود فورد على موقع الدوري الأوروبي لكرة السلة (الإنجليزية)
- شارود فورد على موقع إن بي أي (الإنجليزية)
- شارود فورد على موقع سبورتس رفرنس (الإنجليزية)
- شارود فورد على موقع كرة السلة الأوروبية.كوم (الإنجليزية)
- شارود فورد على موقع كلية كرة السلة في سبورتس رفرنس.كوم (الإنجليزية)
- شارود فورد على موقع ريلجم (الإنجليزية)
- شارود فورد على موقع بروبوليرز (الإنجليزية)
- شارود فورد على موقع سبورتس رفرنس (الإنجليزية)
- شارود فورد على موقع سبورتس رفرنس (الإنجليزية)